# Paraonides monilaris
Paraonides monilaris är en ringmaskart som beskrevs av Hartman och Fauchald 1971. Paraonides monilaris ingår i släktet Paraonides och familjen Paraonidae. Inga underarter finns listade i Catalogue of Life.